# Bulanżyzm
Bulanżyzm (fr. boulangisme)  – nacjonalistyczny ruch polityczny we Francji końca XIX wieku (1886–1891), który stanowił zagrożenie dla Trzeciej Republiki. Nazwa ruchu pochodzi od nazwiska Georges'a Boulangera, francuskiego generała i polityka, ministra wojny III Republiki Francuskiej w latach 1886–1887, który zdobył popularność dzięki przeprowadzonym reformom, ale niepokoił rząd wojowniczym językiem swoich wystąpień i dyktatorskimi zapędami. Jego pozycja załamała się po nieudanej próbie zamachu stanu w 1889 roku i ucieczce generała do Belgii. Bulanżyści jako ruch polityczny przestali istnieć po jego samobójstwie (zastrzelił się na grobie kochanki).